# Легессе, Мескерем
Мескере́м Леге́ссе (амх. Meskerem Legesse; 1986—2013) — эфиопская бегунья.

## Биография
Мескерем Легессе родилась 28 сентября 1986 года в Эфиопии.
В 2003 году Мескерем начала карьеру бегуньи, но ушла из спорта из-за проблем с сердцем. С 2004 года она постоянно проживала в штате Коннектикут.
26-летняя Мескерем скончалась от сердечного заболевания 15 июля 2013 года, после того как она потеряла сознание в ресторане в городе Хамден (штат Коннектикут, США). У Легессе остался сын (род. 2011) и на момент смерти она была на 8-м месяце беременности вторым ребёнком, которого удалось спасти.